# Zhongba
Zhongba (tyb. འབྲོང་པ་རྫོང, Wylie: ′brong pa rdzong, ZWPY: Zhongba Zong; chiń. upr. 仲巴县; pinyin Zhōngbā Xiàn) – powiat we południowo-wschodniej części Tybetańskiego Regionu Autonomicznego, w prefekturze Xigazê. W 1999 roku powiat liczył 17 135 mieszkańców.